# Singles&More Vol.2
『Singles&More Vol.2』（シングルス・アンド・モア）はL⇔Rのベスト・アルバム。1997年12月3日にポニーキャニオンより発売された。

## 概要
- ポニーキャニオン移籍後にリリースされた『REMEMBER』を除く[2]8枚のシングル曲と3作のアルバムから選出された曲を収録。
- リリースにあたりL⇔Rのメンバーが監修に携わった最後の作品である。
- ジャケットはポリスター所属時代のベストアルバム『Singles&More』を踏襲したデザインになっている。
- 『KNOCKIN' ON YOUR DOOR』や『HELLO, IT'S ME』といったヒット曲を収録しているが、活動休止期間に入り目立ったプロモーションも行われなかったことから総合的な売り上げでは前作を下回っている[3]。

## 収録曲
全作詞・作曲：黒沢健一（特記以外）　全編曲:L⇔R&D.O.Y.T.
1. HELLO, IT'S ME (5:31)
6枚目のシングル。
2. KNOCKIN' ON YOUR DOOR (3:18)
7枚目のシングル。
3. BYE (4:00)
8枚目のシングル。
4. DAY BY DAY (4:22)
9枚目のシングル。
5. GAME (3:56)
作詞・作曲：黒沢健一・黒沢秀樹
10枚目のシングル。
6. NICE TO MEET YOU (3:23)
11枚目のシングル。
7. アイネ・クライネ・ナハト・ミュージック (2:46)
12枚目のシングル。
8. STAND (3:16)
作詞：黒沢健一・黒沢秀樹
13枚目のシングル。ラストシングル。
9. IT'S ONLY A LOVE SONG (3:08)
作曲：黒沢健一・黒沢秀樹
アルバム「LACK OF REASON」収録曲。
10. DAYS (Alternate Mix) (5:11)
アルバム「Let me Roll it!」収録曲の別バージョン。
11. 僕は電話をかけない (Alternate Mix) (4:40)
作詞・作曲：黒沢秀樹
アルバム「Let me Roll it!」収録曲の別バージョン。
12. OVER & OVER (3:55)
作詞・作曲：木下裕晴
アルバム「Let me Roll it!」収録曲。
13. FLYING (4:11)
作詞・作曲：黒沢秀樹
アルバム「Doubt」収録曲。
14. 雲 (3:44)
作詞・作曲：木下裕晴
アルバム「Doubt」収録曲。
15. ブルーを撃ち抜いて (3:47)
アルバム「Doubt」収録曲。